# Айя Кукуле
Айя Кукуле (латис. Aija Kukule; рід. 1 жовтня 1956, Резекне, Латвійська РСР) — радянська і латвійська естрадна співачка, музичний педагог.

## Біографія
Народилася 1 жовтня 1956 року в місті Резекне, Латвійської РСР.
Закінчила відділення хорових диригентів Латвійської державної консерваторії (1983). Була солісткою вокально-інструментального ансамблю «Modo» Латвійської філармонії під управлінням Раймонда Паулса (1975—1978), солістом Естрадного оркестру Латвійського телебачення і радіо (з 1979 року). З початку 1990-х років — педагог Ризької академії педагогіки та управління освітою, керівник вокальної студії «Omnes» (з 1998).

## Творчість
Айя Кукуле відома в Латвії як перша виконавиця багатьох хітів Раймонда Паулса (латиською мовою), які пізніше отримали всесоюзну популярність у виконанні Алли Пугачової та інших співаків російською мовою: «Tai pilsētā» (рос. «В том городе», спільно з Мирдзой Зивере), «Dāvāja Māriņa meitenei mūžiņu» (у російській версії — «Миллион алых роз»), «Atgriešanās» (рос. «Возвращение»), «Ar balsi vien» (у російській версії — «Без меня»), «Kabarē» (рос. «Кабаре»), «Trubadūrs» (у російській версії — «Шире круг») і ін
Пісні «Tai pilsētā» і «Dāvāja Māriņa…» зайняли перші місця в республіканському конкурсі естрадної пісні «Мікрофон» в 1978 і 1981 році відповідно.
У середині 1980-х років Айя Кукуле записала кілька пісень зі свого репертуару російською мовою, проте в Латвії вони не отримали визнання, а в Росії залишилися маловідомими.
Пісня у виконанні Айї Кукуле «Robots» («Робот») звучить у фільмі «Він, вона і діти» (Ризька кіностудія, 1986).

## Нагороди та премії
- Лауреат премії Ленінського комсомолу Латвійської РСР (1983)
- Заслужена артистка Латвійської РСР (1985)
- Лауреат Великої музичної нагороди Латвії (1993)

## Дискографія
- 1978 — «Naktsputni» (рос. «Ночные птицы», спільно з Мірдзою Зівере) — С60 10675-6
- 1980 — «Співає Айя Кукуле» (міньйон) — С62 13703-4
- 1985 — «Співає Айя Кукуле дитячий ансамбль „Зозуленька“ (Латвія)» (гнучка пластинка в журналі «Кругозір», 1985, № 1 (січень), платівка № 10) — Г92 11076
- 1986 — «Айя Кукуле. Пісні Раймонда Паулса» — С60 23559-60